# Despistaos
Despistaos is een Spaanse pop rockband uit Guadalajara en sinds 2002 actief.
De band bracht in 2003 de eerste cd uit, getiteld Despistaos. De grote doorbraak kende Despistaos eind 2007 met de vierde cd, Vivir al revés, met bijbehorende singles Cada dos minutos en  Los zapatos de un payaso. In 2008 maakte Despistaos de titelsong van de Spaanse televisieserie Física o química en bracht de band met Lo que hemos vivido de vijfde cd uit, die de grootste hits plus enkele nieuwe songs bevatte.

## Discografie
| Jaar | Cd                      | Singles                                          |
| ---- | ----------------------- | ------------------------------------------------ |
| 2003 | Despistaos              | Balas de plata                                   |
| 2004 | ¿Y a ti qué te importa? | Ruido, Estoy aquí, A la luz de tus piernas       |
| 2006 | Lejos                   | 137 horas, Es importante                         |
| 2007 | Vivir al revés          | Cada dos minutos, Los zapatos de un payaso       |
| 2008 | Lo que hemos vivido     | Física o química                                 |
| 2010 | Cuando empieza lo mejor | Gracias, Desde que nos estamos dejando, Y mírame |
| 2012 | Los dias contados       | Los dias contados                                |
| 2013 | Las cosas en su sitio   | Como antes, Hoy                                  |